# Sommer-Paralympics 2012/Teilnehmer (Usbekistan)
| stlisierte Goldmedaille | stlisierte Silbermedaille | stlisierte Bronzemedaille |
| ----------------------- | ------------------------- | ------------------------- |
| —                       | 1                         | —                         |

Usbekistan entsendete zu den Paralympischen Sommerspielen 2012 in London eine aus zehn Sportlern bestehende Mannschaft.
Der Judoka Sharif Khalilov gewann die Silbermedaille in seiner Gewichtsklasse bis 73 Kilogramm.

## Teilnehmer nach Sportart

### Judo
Männer:
- Sharif Khalilov

### Leichtathletik
Frauen:
- Miyassar Ibragimova

Männer:
- Sharif Khalilov
- Khusniddin Norbekov
- Ivan Panafidin
- Miran Sahatov
- Doniyor Saliev

### Powerlifting (Bankdrücken)
Frauen:
- Elena Abasova

Männer:
- Yashin Shoberdiev

### Schwimmen
Männer:
- Kirill Pankov